# چاپ اندام

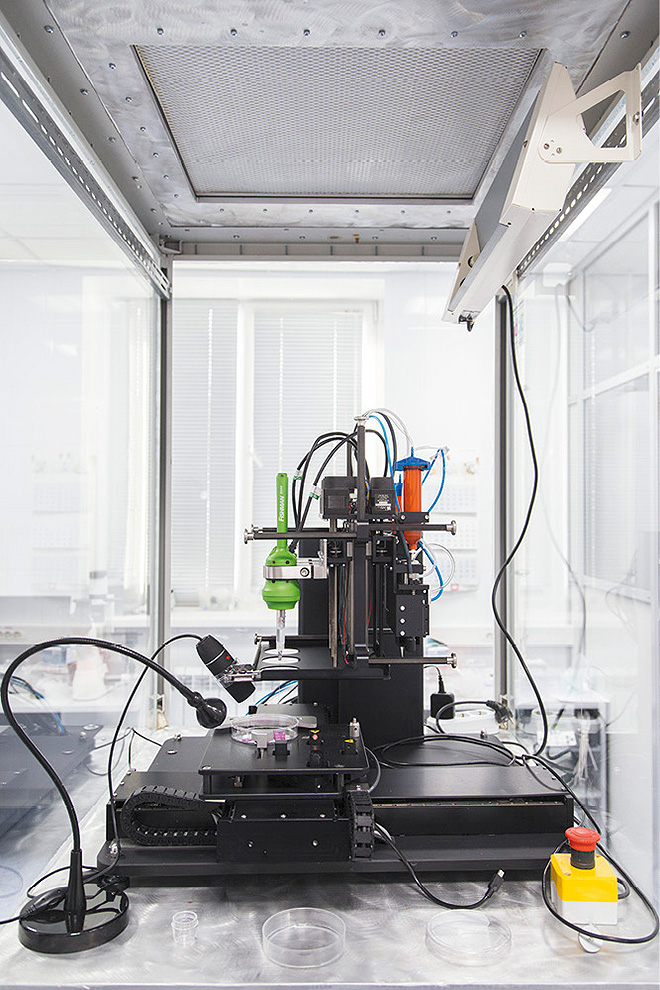
چاپ‌گر سه بعدی که توسط شرکت روسی ساخته شده‌است.

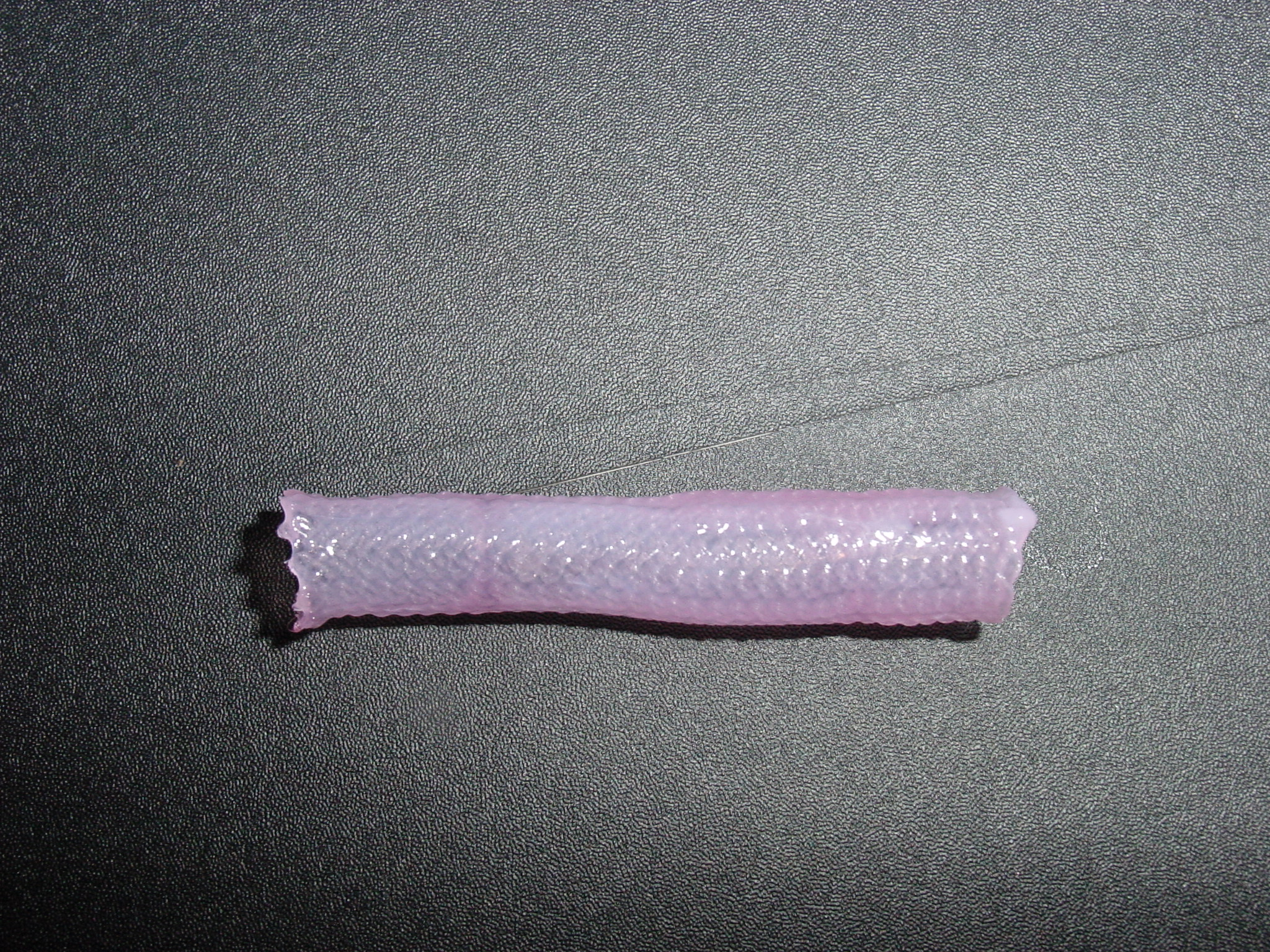
ساختار عروقی آماده شده توسط مهندسی بافت

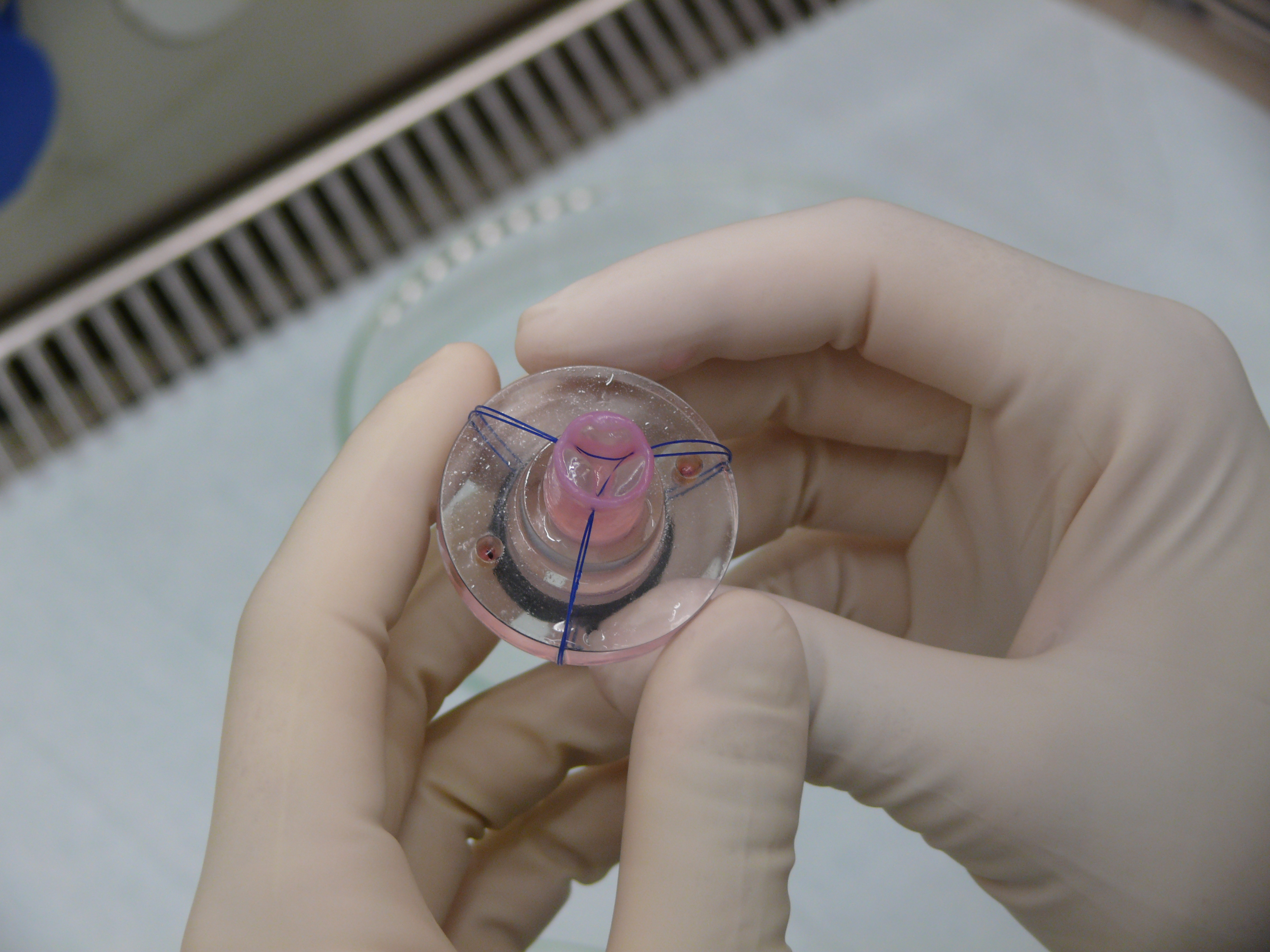
دریچهٔ قلبی ساخته شده بوسیلهٔ مهندسی بافت

اندام چاپی دستگاهی است که به شکل مصنوعی ساخته شده و برای جانشینی اندام طبیعی بدن با استفاده از تکنیک‌های چاپ سه بعدی طراحی شده‌است.
هدف اولیهٔ اندام‌های چاپی در بحث پیوند است. تحقیقات اخیر مبتنی بر دسترسی به قلب مصنوعی کلیه، کبد و همچنین دیگر اندام‌های مصنوعی بدن بوده‌است. برای اندام‌هایی با پیچیدگی بیشتر مانند قلب، ساختارهای کوچکتر مثل دریچه‌های قلب موضوع اصلی فرایند بوده‌است. بعضی اندام‌های چاپی به کاربرد عملی در پزشکی رسیده‌اند که شامل ساختارهای توخالی مثل مثانه و نیز ساختارهای مجرایی مانند لوله‌های ادراری هستند.
چاپ سه بعدی اجازهٔ ایجاد لایه به لایهٔ ساختار یک اندام خاص برای تشکیل یک اسکافولدسلولی را به ما می‌دهد. پس از این عمل، فرایند کاشت سلولی که در آن سلول‌ها بوسیلهٔ پیپت مستقیماً به درون ساختار اسکافولد وارد می‌شوند، انجام می‌شود. علاوه بر این، اخیراً فرایند ادغام سلول به درون مادهٔ چاپی به جای انجام کاشت سلولی در دست بررسی است.
چاپگرهای جوهرافشان اصلاح شده(به انگلیسی:inkjet printer)، برای تولید بافت بیولوژیک سه بعدی بکارگرفته شده‌اند. کارتریج چاپگر با سوسپانسیونی از سلول‌های زنده و ژل هوشمندی پر می‌شود که از آن برای تهیهٔ ساختار استفاده می‌گردد. الگوهای متناوب ژل هوشمند و سلول‌های زنده با بکارگیری یک نازل پرینتی استاندارد چاپ می‌شوند. (منظور از چاپ شدن، پیاده‌سازی روی بستر مورد نظر است) زمانی که فرایند کامل شد، ژل سرد وشسته می‌شود و سلول‌های زنده را برجای می‌گذارد.

## تاریخچه
چاپ سه بعدی برای تولید یک ساختار سلولی، اولین بار در سال ۲۰۰۳ معرفی شد. زمانی که توماس بولاند، عضو دانشگاه کلمسون، اولین بار استفاده از چاپگرهای جوهرافشان (قطره ای) برای سلول‌ها را ابداع نمود. این فرایند از یک سیستم دیدبانی اصلاح یافته برای ته‌نشست سلول به درون ماتریکس سه بعدی سازمان یافته که روی بستر قرارگرفته‌بود بهره می‌برد.
از زمان یافته‌های ابتدایی بولاند تا به امروز، چاپ سه بعدی ساختارهای بیولوژیکی که به‌عنوان چاپ زیستی شناخته می‌شود، پیشرفت بیشتری کرده تا تولید بافت‌ها وساختارهای ارگانها را دربربگیرد. به علاوه، تکنیک‌های بیشتری برای چاپ مثل چاپ زیستی اکستروژنی پدیدآمدند و متعاقباً به عنوان ابزاری برای تولید معرفی شده‌اند.
چاپ اندام به عنوان یک راهکار بالقوه برای کمبود جهانی اندام‌های اهدایی مطرح بکارگرفته ‌شده‌است. اندامهایی که به‌طور موفقیت‌آمیز چاپ شده‌اند و در برنامهٔ پزشکی بعضی از کشورها بکارگرفته‌شده‌اند، ممکن است مسطح باشند، مانند پوست، عروق مثل رگ خونی یا اندامهای توخالی مثل مثانه. اندام‌های مصنوعی که برای پیوندزدن آماده می‌شوند، معمولاً بوسیلهٔ سلول‌های خود فرد میزبان تولید می‌شوند.
در حال حاضر تولید اندام‌های پیچیدهٔ بیشتری که حاوی ساختارهای سلولی توپر هستند تحت تحقیقات قرار گرفته‌اند. این ارگان‌ها شامل قلب، پانکراس وکلیه‌ها می‌باشند. برآوردها برای اینکه چه زمانی این اندامها می‌توانند به‌عنوان یک رویکرد درمانی بادوام و مناسب برای انسان معرفی شوند، متفاوت است.
شرکت ارگانوو با استفاده از چاپ زیستی سه بعدی، کبد انسانی تولید نمود و اگرچه برای پیوند به انسان مناسب نیست ولی در ابتدا به عنوان ابزاری برای تست دارویی استفاده گردیده‌است.

## تکنیک‌های چاپ سه بعدی
چاپ سه بعدی برای تولید اندامهای مصنوعی به عنوان یک موضوع مهم و اساسی در مطالعهٔ مهندسی بیولوژیک بوده‌است. هم‌زمان با اینکه تکنیک‌های تولید سریع بوسیلهٔ چاپگرهای سه بعدی به‌طور فزاینده‌ای در حال کارامدترشدن هستند، بر قابلیت اجرایی آن‌ها در ساخت اندام مصنوعی افزوده شد. بعضی از فواید اولیهٔ چاپ سه بعدی، تولیدات انبوه ساختارهای اسکافولدی است؛ همچنین رعایت درجهٔ بالای ظرافت آناتومیکی آن‌ها در محصولات. این امر اجازهٔ ساخت سازه‌هایی که بیشترین شباهت کاربردی به میکروسازهٔ اندام طبیعی یا ساختار بافتی داشته باشد را به ما می‌دهد.
چاپ ارگان بوسیلهٔ فرایند چاپ سه بعدی با استفاده از تکنیک‌های متنوعی قابل انجام است که هرکدام از این‌ها مزایای ویژه‌ای را دراختیار ما قرار می‌دهد که قابل انطباق با پروسهٔ تولید انواع ویژه‌ای از اندام می‌باشد. دوتا از برجسته‌ترین روش‌های چاپ ارگان:چاپ زیستی قطره‌ای و چاپ زیستی اکستروژنی است. اگرچه روش‌های پرشمار دیگری نیز وجود دارند، ولی در حال حاضر به‌طور معمول انجام نمی‌شوند ویا صرفاً در حال پیشرفت هستند.

### چاپ زیستی قطره‌ای
روش چاپ زیستی قطره‌ای با استفاده از قطرات منفردی از مادهٔ انتخاب شده، ساختارهای سلولی را می‌سازد که به دفعات با رده‌سلولی آمیخته شده‌است. از طریق تماس با سطح بستر، هر قطره شروع به پلیمریزه شدن می‌کند و هم‌زمان با شروع بهم‌پیوستن قطرات منفرد، یک ساختار بزرگتر را شکل می‌دهد. فرایند پلیمریزاسیون بوسیلهٔ حضور یونهای کلسیم روی بستر که به درون جوهر زیستی آبگون‌شده نفوذ می‌کند و اجازهٔ تشکیل ژل جامد و سفت را می‌دهد، برانگیخته می‌شود. روش چاپ زیستی قطره‌ای به دلیل سرعت خوب و بالا استفاده می‌شود. اگرچه این جنبهٔ آن برای ساختارهای ارگانی پیچیده‌تر چندان مناسب نیست.

### چاپ زیستی اکستروژنی
چاپ زیستی اکستروژنی شامل ته‌نشست مداوم مخلوطی از یک مادهٔ چاپی خاص و رده سلولی است که از یک دستگاه خارج‌کننده(به انگلیسی:extruder) خارج می‌شوند. به نظر می‌آید که این روش کنترل شده‌تر و یک فرایند آرام‌تر برای رسوب سلولی یا ماده(mateial)باشد و همچنین شرایط برای ساخت سازه‌های ارگانی یا بافتی سه بعدی با چگالی سلولی بالاتر را فراهم می‌کند. با این وجود، چنین فوایدی در مقابل نقصان کاهش سرعت چاپ بوسیلهٔ استفاده از این تکنیک قرار می‌گیرند. چاپ زیستی اکستروژنی معمولاً به همراه اشعهٔ فرابنفشی خواهد بود که موجب پلیمریزاسیون نوری
(به انگلیسی:photopolymerization)مادهٔ چاپی برای تشکیل یک سازهٔ بادوام تر و یکپارچه می‌شود.

## مواد چاپ
مواد مورد نیاز برای چاپ سه بعدی معمولاً شامل پلیمرهای فیبرینی و آلژینیتی می‌باشد که درون آن‌ها مولکولهای چسبندگی که موجب اتصال فیزیکی سلول‌ها به یکدیگر می‌شود نیز وجود دارند. چنین پلیمرهایی به‌طور خاص طراحی شده‌اند تا پایداری ساختاری را حفظ کنند و موجب یکپارچگی سلولی نیز شوند. واژهٔ جوهر زیستی شامل یک دستهٔ گسترده‌ای از مواد است که سازگار با چاپ زیستی سه بعدی هستند.
موادچاپی می‌بایست متناسب با معیارهای درنظرگرفته‌شده برای کار باشند که یکی از مهم‌ترین آن‌ها در درجهٔ نخست زیست‌سازگاری است. اسکافولدهای حاصله‌ای که توسط موادچاپ سه بعدی تهیه شده‌اند باید از نظر فیزیکی و شیمیایی مناسب فرایند تقسیم سلولی باشند. زیست تجزیه‌پذیری نیز یکی دیگر از فاکتورهای مهم می‌باشد و تضمین می‌کند ساختاری که به شکل مصنوعی شکل گرفته پس از یک پیوند موفق قابل تجزیه باشد و بتواند به‌طور کامل با ساختار سلولی طبیعی بدن ما تعویض گردد. براساس طبیعت فرایند چاپ سه بعدی، مواد مورد استفاده باید قابل تغییر و تطبیق و سازگاری باشند و مناسب ردیفهایی از انواع سلول‌ها و تشکیلات ساختمانی نیز باشند.
آلژینیت‌های هیدروژلی به عنوان یکی از پرکاربردترین و پرمصرف‌ترین مواد در زمینهٔ تحقیقات چاپ اندام هستند که به‌طور گسترده‌ای قابل تغییر و به‌دقت قابل تنظیم اند تا خواص بیولوژیکی و مکانیکی معینی را که مشخصهٔ یک بافت طبیعی است برانگیزند. این ماده یک پلی ساکارید زیست سازگار است که می تواند با هر دو روش قطره ای و اکستروژنی استفاده شود. همچنین میتوان با اضافه کردن RGD زیست سازگاری این ماده را برای اتصال سلولی را افزایش داد. توانایی هیدروژل‌ها در برطرف کردن احتیاجات ما، به آن‌ها این اجازه را می‌دهد که به عنوان یک مادهٔ اسکافولدی تطبیق پذیر استفاده شوند که مناسب انواعی از ساختارهای ارگانی و بافتی وشرایط فیزیولوژیک و طبیعی باشند.

## چالش‌ها
تقسیم سلولی که با چاپ زیستی انجام می‌شود، در یک محیط مصنوعی قابل اجراست که خالی از هرگونه پیام‌رسان بیولوزیکی یا فرایندهایی است که مانع از توسعهٔ شکل‌گیری مورفولوژی سلولی صحیح و فرایند تمایز است.
چالش دیگر، نیاز به رگزایی در ساختارهای مصنوعی موردنظر برای افزایش تحمل‌پذیری است. ساختارهای عروق مانند عروق خونی که به همراه سازه‌های عروقی مصنوعی دیگر، اجازهٔ انتشار موادمغذی مهم و اکسیژن را به ما می‌دهند. اما با این وجود، این‌ها هنوز در تکنیک چاپ سه بعدی گنجانده نشده‌اند.
موادی که به‌عنوان جوهر زیستی استفاده می‌شوند، می‌بایست قابل چاپ، همچنین ارزان‌قیمت، قابل پیاده‌سازی و ایمن باشند و قادر به تشکیل ساختارهای موردنظرنیز باشند. از سال ۲۰۱۷ به بعد، هنوز ماده‌ای که به‌طور کامل تمام این ویژگی‌ها را داشته باشد، کشف نشده و موجود نیست.